# Parametriocnemus graminicola
Parametriocnemus graminicola är en tvåvingeart som först beskrevs av William Lundbeck 1898.  Parametriocnemus graminicola ingår i släktet Parametriocnemus och familjen fjädermyggor. Det är osäkert om arten förekommer i Sverige. Inga underarter finns listade i Catalogue of Life.